# Formatge de Maó
El formatge de Maó és un formatge de pasta premsada no cuita de llet de vaca que té un Consell Regulador de Denominació d'Origen Protegida (DOP), de pasta premsada no cuita, de forma paral·lelepipèdica i d'arestes arrodonides, elaborat i madurat exclusivament a Menorca, segons la tradició i la normativa recollida en el reglament de la DOP.
Va ser l'any 1985 quan se li atorgà, definitivament, la denominació d'origen formatge Maó i posteriorment, l'any 1998, s'incorporà la paraula Menorca al formatge emparat, el qual s'anomenà de llavors ençà Maó-Menorca. No obstant, la seva denominació oficial és únicament en llengua castellana i, per tant, "Mahón-Menorca".

## Història
El formatge és i ha estat un producte emblemàtic de Menorca; elaborat a l'illa amb llet de vaca, quallada a baixa temperatura, salat per immersió i madurat segons els costums de l'illa. La seva elaboració respon a tradicions ancestrals, essent un dels pilars en els quals se sustenta part de la història i tradició ramadera i culinària de Menorca.
S'han trobat peces de ceràmica a l'illa pels voltants de l'any 2000 aC, o per a altres autors 3000 aC, que sembla que podrien haver format part dels utensilis que els ramaders de l'època empraven per elaborar formatge.
Hi ha documents escrits del segle v on es mencionen la producció i el consum de formatge a Menorca, d'on cal destacar com especialment coneguda una carta del bisbe Sever, escrita cap a l'any 417, on menciona en llatí que els menorquins menjaven llet i formatge de vaca.
Escrits àrabs de l'any 1000 ja fan referència a les importants produccions de formatges, vins i carns a Menorca. En concret, l'historiador àrab Ashashaskandi diu de Menorca: «té una bona ramaderia i vinyes que servien per a fer bons formatges i vins».
En el segle xiii el comerç de formatge es feia per a tota la Mediterrània i, juntament amb la producció i comerç de carn, vi i altres productes artesanals, es va convertir, fins pràcticament avui en dia, en l'activitat econòmica principal de l'illa.
Els arxius de la corona d'Aragó també reflecteixen la importància de la ramaderia menorquina i del formatge de Menorca en els segles xv i xvi. El formatge elaborat a Menorca apareix mencionat a les Cròniques reials.
Aquest comerç seguí creixent de tal manera que en el segle xviii fins i tot hi havia quatre vaixells dedicats exclusivament al transport de formatge produït a l'illa de Menorca des del port de Maó fins a Gènova i altres llocs importants de la Mediterrània occidental, el que va fer que en els llocs de destí fos conegut com a «formatge procedent del port de Maó» i, més abreujadament, «formatge de Maó», encara que s'hagués produït al Mercadal, Ciutadella, Alaior o qualsevol altre indret de l'illa. La dominació anglesa de l'illa en aquest mateix segle va fer que el formatge fos conegut i apreciat també a les illes britàniques, i després a tot Europa, cosa que va contribuir al seu augment d'exportacions.
El 1907, el químic José Ferrer va fer la potser primera anàlisi química del formatge de Maó, amb la que va concloure, entre altres coses, que «pel contingut d'aigua, el formatge de Maó és paregut al de Chester; amb relació al greix i la sal, és semblant al gloucester; i quant a la caseïna i altres albuminoides presents al producte, és comparable al formatge de brie»
És precisament per això que podem dir amb encert que pocs formatges tenen una «predenominació» d'origen tan antiga i tan consolidada com el formatge menorquí.
El 1985 es va obtenir la Denominació d'Origen "Formatge de Maó" i es va constituir el seu Consell regulador. El 1997 es va canviar el nom protegit a "Formatge de Maó-Menorca".

## Característiques

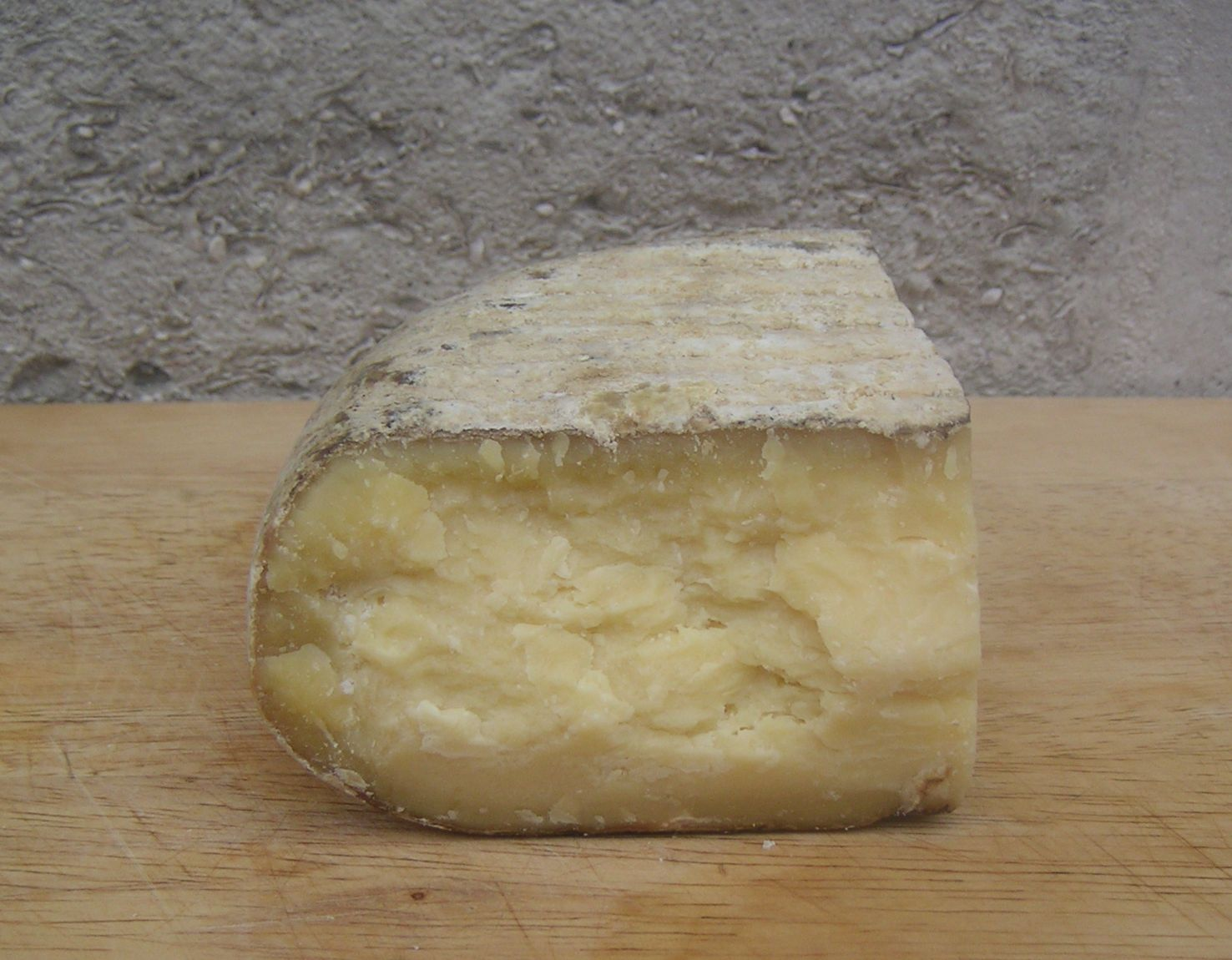
Un quart de formatge anyenc de Maó

El Consell Regulador de la DOP "Maó-Menorca artesà" i "Maó-Menorca" vetlla, des de 1985, perquè el formatge de Maó mantingui les seves característiques físiques i organolèptiques. Aquestes venen donades, d'una banda, directament o indirecta pels factors geoclimàtics de Menorca: la temperatura, la humitat, la llum, les característiques del terra, etc. i, de l''altra, per a les tècniques utilitzades en la seva elaboració, basades en la tradició, saber fer, història, cultura i gustos dels habitants de l'illa.

### Característiques conseqüència de factors bioclimàtics
El formatge de Maó està fet amb llet de vaca menorquina, tot i que eventualment pot contenir una petita quantitat de llet d'ovella de Menorca. Les vaques es crien en llibertat, en finques unifamiliars parcel·lades per murs de no més de mig metre d'alçada, formats amb pedra de l'illa apilada, i mantenint un equilibri ecològic que ha permès que aquest paisatge s'integri en una Reserva de la Biosfera, Menorca, reconeguda per la Unesco.
La presència de sal a l'interior d'aquest formatge és en part natural - a l'illa es diu que és la sal marina que el vent deixa sobre l'herba que mengen les vaques a l'aire lliure - i s'ha demostrat que algun any amb temps extraordinàriament dolent, al qual les vaques han hagut d'estar més temps tancades, després el formatge sortia més fluix de sal.

### Característiques d'elaboració i matèries primeres
S'utilitza llet crua (pasteuritzada només en els processos no artesans), a la qual l'únic tractament que es fa és la filtració amb una gasa.
La pasta és premsada, sotmesa a salmorra, orejada i madurada en condicions més o menys estables, de manera natural (temperatura i humitat ambients) o controlada. La pasta no es cou.
No s'afegeixen conservants ni additius artificials. Tampoc s'afegeixen condiments, a excepció de l'oli d'oliva verge amb el qual es pinta la crosta, que sol barrejar-se amb una mica de pebre bord.

### Característiques físiques
La forma dels formatges és d'un paral·lelepípede de base quadrada i d'una altura aproximada de la meitat del costat de la base. Les arestes són arrodonides, de radis de curvatura amplis. Aquesta forma, en la denominació "Maó-Menorca artesà", és conseqüència de la tècnica de premsat utilitzada, lligant el formatge en un fogasser (un drap quadrat) per les puntes. L'alçada del "Maó-Menorca artesà" és de cinc a set centímetres, i nou centímetres la del "Maó-Menorca". El costat del quadrat és d'uns vint centímetres de longitud.
Els formatges amb denominació "Maó-Menorca artesà" presenten un dibuix en una de les dues cares més amples, consistent en una espècie de botó, més o menys centrat, del qual surten uns plecs o arrugues cap a les vores. Aquest dibuix es diu mamella i no és més que les marques del fogasser premudes i tancades en un nus.
El pes d'un formatge de Maó sol estar entre un i quatre quilos, tot i que aquest es redueix amb la maduració per la pèrdua d'aigua que comporta. El més comú per a un "Maó-Menorca artesà" és un pes d'uns tres quilos, mentre que els "Maó-Menorca" són gairebé sempre de dos quilos i mig.
El color exterior és de blanc lletós a groguenc per al formatge tendre, i de groc a taronja fosc en les altres varietats.

### Característiques organolèptiques
En general, la pasta té una textura ferma, que sofreix una contínua evolució segons el grau de maduració assolit. El color varia del blanc làctic fins al groc fort. Una característica general és l'aparició dels anomenats ulls, uns forats de mida variable, encara que mai no arriben a ser més grans que un pèsol.
El formatge semimadurat és bla i té una notable elasticitat. El sabor és suau, lleugerament salat i àcid; aromes làctiques més evolucionades amb una certa reminiscència de mantega, de fruits secs torrats (avellanes), ben definits i característics.
Quant al formatge madurat, el seu gust i aromes són molt evolucionats, complexos i intensos, amb una persistència bucal llarga. Suggereix records de llenya envellida, de cuir adobat i de cava de maduració. El sabor salat s'intensifica i apareix una lleugera picantor, mentre es perd el record de la llet.

### Característiques que evolucionen amb la maduració
Algunes característiques evolucionen segons el temps de maduració i la varietat corresponent de formatge obtinguda:
- La grandària és més petita, a causa de la pèrdua d'aigua, dels formatges amb més temps de maduració. Per exemple, el percentatge en aigua disminueix de 25% del formatge semiadobat a l'adobat.
- El color del formatge tendre és blanc ivori tant a l'interior com a l'exterior, mentre que el semiadobat i l'adobat ja són groguencs a l'interior i taronges per fora, el formatge anyenc és una mica més groc o marró que l'adobat. El color de la crosta depèn però també de la quantitat de pebre vermell que se li ha posat, o de si no en té, i en general és més marronosa, de colors menys vius, quan el procés és artesà.
- El nombre d'ulls disminueix apreciablement a mesura que augmenta el temps de maduració.
- La textura varia de suau, brillant i més aviat mantegosa a trencada al tall, rugosa i més dura. L'aspecte és brillant als formatges joves però mat als vells. El formatge semiadobat és molt fàcil de tallar mentre que a mesura que es va passant a varietats més adobades, aquestes es fan més difícils de tallar, fins al punt que no és difícil que es trenquin els anyencs en intentar-ho.
- El gust dels formatges tendres és lletós; aquesta característica làctia disminueix a mesura que augmenta el temps de maduració, fins al punt que en els formatges anyencs és ja inexistent. D'altra banda, a mesura que són més vells, el seu gust és més fort, més salat i més complex. En formatges anyencs, o fins i tot en alguns (els més vells) adobats, comença a aparèixer picantor molt subtil.

## Elaboració
Les vaques lleteres de Menorca són majoritàriament de raça frisona i hi ha singulars ramaderies de raça menorquina. En alguns casos la llet crua de vaca pot mesclar-se amb un màxim d'un cinc per cent de llet d'ovella menorquina.
El procés d'elaboració del formatge, o formatjat, ha estat durant molt de temps invariable a tots els llocs menorquins, on es fa seguint receptes molt antigues. Es tracta d'un ancestral conjunt d'operacions que ha estat transmès de pares a fills, i la seva aplicació defineix i origina l'autèntic formatge. Tradicionalment era una feina de dones.
L'elaboració del formatge de Maó està descrita, per etapes, a continuació:

### Obtenció del quall
El quall s'obté a partir de les flors de l'herbacol o "flor de formatjar" (Cynara cardunculus), que es cullen per Sant Joan, s'assequen i es guarden seques tot l'any. La nit abans de fer-les servir es posen en aigua i l'endemà es piquen per treure'n el suc, que és el líquid que es barrejarà amb la llet.

### Quallada
S'utilitza llet crua de vaca acabada de munyir. Aquesta primer es talla, tradicionalment usant pistils d'herbacol silvestre -molt abundant a l'illa- com a quall. Es deixa reposar a 30 °C-34 °C durant almenys mitja hora per al formatge "Maó-Menorca" i durant quaranta minuts per a l'"artesà Maó-Menorca". Llavors es passa un utensili per tallar la llet quallada obtinguda en grans o trossets, i per facilitar la sortida del sèrum o xerigot, que se separa i es guarda per a altres usos.
La massa sòlida es recull a mà amb un drap quadrat blanc de lli o cotó fi anomenat «fogasser». S'omple d'un a un cada drap amb llet quallada, intentant posar cada cop la mateixa quantitat, s'agafa el drap per les quatre puntes i es fa girar, de manera que, en premsar així la massa, aquesta s'escorre i el líquid surt per avall a través del fogasser. D'aquesta manera s'obté un brossat o recuit que es comercialitza a l'illa i s'usa molt en la gastronomia local, sobretot per farcir dolços, però també per fer púdings, per exemple. Es tracta d'un brossat que té molt poc a veure amb el mató, el burgos o la ricotta industrials que es comercialitzen a gran escala.

### Modelatge
Una petita part del brossat es ven directament mentre que la resta s'utilitza per a fer el formatge de Maó. El primer que es fa, tan bon punt s'ha escorregut, és donar-li forma. És un procés que també es fa a mà, formatge per formatge i amb una certa paciència. Es fa en una taula anomenada taula de formatjar, utilitzant el mateix fogasser amb el que s'ha escorregut la peça per anar-la embolcant i mirar que agafi una mica la seva forma. Després de treballar-la, s'agafa el fogasser per les quatre puntes i s'aixeca, es fa girar perquè les puntes s'enrotllin sobre elles mateixes i per premsar i compactar bé la massa. Llavors, mentre que amb una mà se subjecta bé l'extrem (és a dir, els quatre extrems enrotllats) del drap, amb l'altra es pressiona la massa, a través del drap, contra la taula per fer el que es diu prepremsatge manual. Seguidament, les puntes del fogasser es lliguen fort, de manera que cada paquet quedi ben tens, amb un cordell fort anomenat lligam. Noteu que el lligam està simplement enrotllat, que no porta nus.
Es diu que abans els pagesos agafaven les puntes del drap amb la boca i així tenien les dues mans per a fer girar la massa, premsar-la i lligar-la amb un cordell.
A la varietat "Maó-Menorca artesà" no s'usa motlle, però en aquest sí que s'utilitza, amb la finalitat d'obtenir unes mides i formes més homogènies, a la "Maó-Menorca".

### Premsat
Els paquets o bosses es van deixant sobre la taula de formatjar amb el lligam a dalt, al mig. La forma natural que pren, pel seu pes i densitat, ja és plana a la superfície, i lleugerament quadrada a causa del fogasser. Però el que li donarà la forma definitiva és el premsat. Sobre cada formatge es posa una placa plana de metall de la qual es penja un pes, i es manté sobre el formatge durant dues o tres hores. Després ja es pot desnuar el lligam i retirar el fogasser, però al mig del formatge queda de tota manera la marca en relleu del nus, anomenada mamella, que li dona al formatge un aspecte com de coixí amb un botó al mig. Aquesta marca es manté al llarg de tot el procés i no desapareixerà, convertint-se així en un senyal i símbol d'identificació del formatge artesà.

### Salaó
Per a protegir els formatges d'agents externs no desitjats, se sotmet el formatge a un procés de salaó per immersió d'aquest en una solució de salmorra o aigua salada fins al punt de saturació, anomenada aiguasal, a uns 10 °C-15 °C i durant un o dos dies. Després cal ventilar-lo sobre canyissos, girant-lo de temps en temps perquè es pugui airejar per totes bandes, i amb molta cura perquè no surti verdet per culpa de la humitat.

### Maduració
Finalment es procedeix a la maduració del formatge. La crosta es protegeix amb pebre bord (que és el que li dona el color característic) dissolt en oli d'oliva o en una mica de mantega de vaca estovada i es deixa reposar en un lloc airejat, antigament sobre un canyís, durant un temps que pot anar de tres setmanes, per obtenir el formatge tendre, a uns mesos. La maduració es fa a una temperatura d'uns 15 °C (que és la que en principi fa naturalment a Menorca a l'hivern) i amb una humitat alta, que pot arribar al 80% o 90%. Segons el temps de maduració obtenim varietats diferents de formatge de Maó, amb característiques diferents.
En aquest procés, les tècniques de tancar el producte amb un cordó, en aquest cas per donar forma, en l'altre fins al final, i d'utilitzar el pebre bord com a protecció i mesura d'higiene, són comunes amb les de l'elaboració d'un altre producte tradicional i emblemàtic de Menorca completament diferent: la sobrassada.

## Producció i comercialització

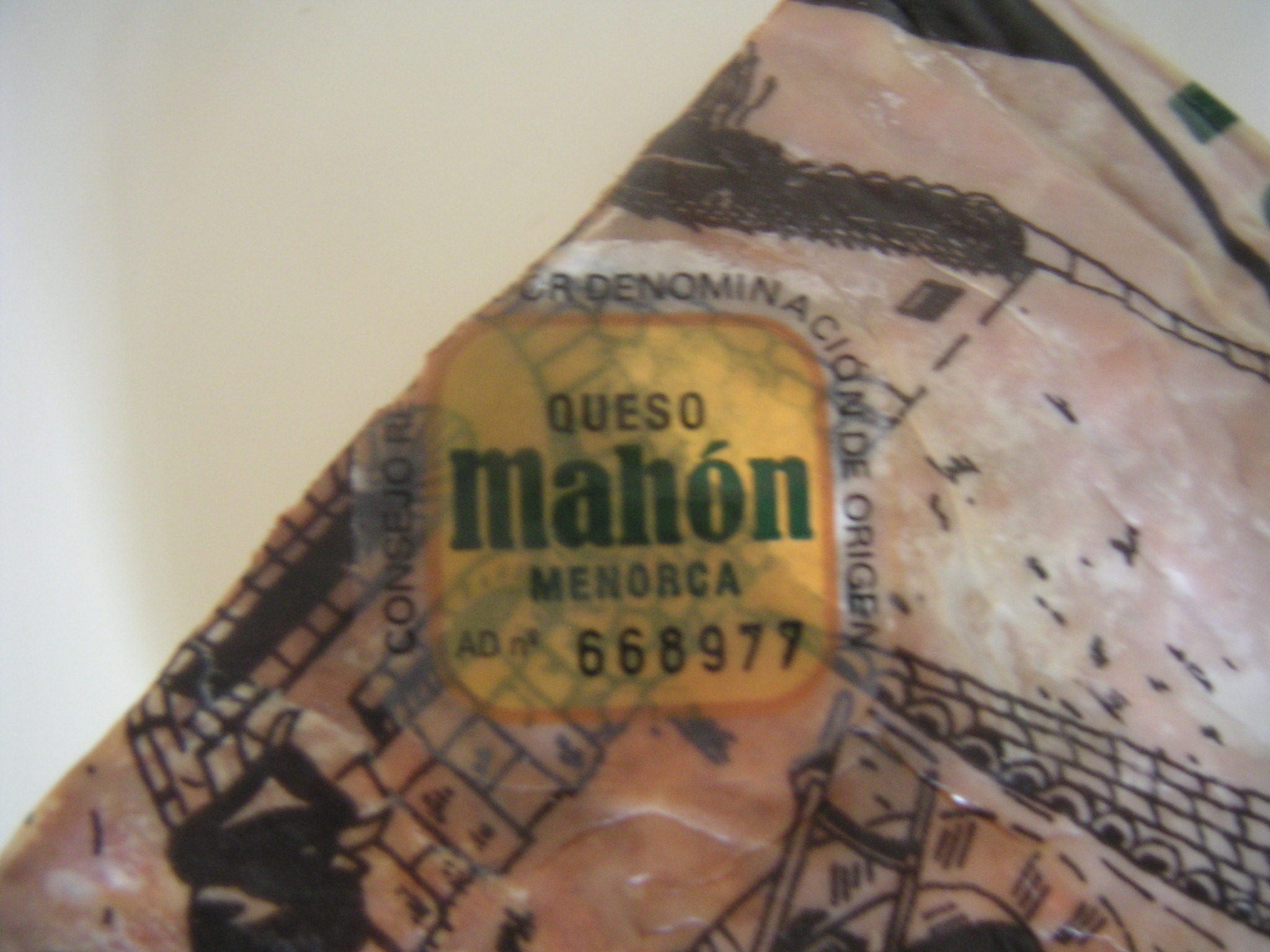
Etiquetatge

L'any 2008 es van produir més de dues mil tones de formatge Maó-Menorca i Maó-Menorca artesà amb llet de 7.500 vaques d'unes 150 ramaderies. Actualment s'hi dediquen 27 formatgeries artesanals, 7 industrials i 17 maduradors. La proporció en tones produïdes de formatge "Maó-Menorca artesà", respecte del total, és aproximadament una cinquena part. Actualment els dinou maduradors que produeixen aquest formatge són: Son Mercer de Baix, Quintana, Ala de Oro, Alcaidús, Cavalleria Nova, Coinga (Cooperativa Insular Ganadera), Dalrit, D'en Vinent, Es Tudons, Formatges Binibeca, Hort de Sant Patrici, La Payesa, Sa Cànova, Santa Catalina, S'Arangí, Son Olives, Subaida i Torralba. D'entre ells, destaca l'associació Coinga, amb la meitat de la producció total.
El principal mercat de destí del formatge són les Illes Balears, seguit per les vendes realitzades a la resta de l'estat espanyol, i només s'exporta el 3% del formatge DOP "Maó-Menorca".
Les exportacions es fan principalment a la Unió Europea i als Estats Units, que representen el 90% de les exportacions fora de la Unió Europea. Alemanya és el segon país importador del món, aproximadament el 35% respecte del total de la Unió Europea.
Per exemple, l'any 2006 Coinga va exportar 43 tones de formatge, de les quals el 51% es va vendre a diferents països d'Europa, el 44% als Estats Units, el 3% a Austràlia i el 2% restant al Japó, Xina i Canadà. Dintre dels països europeus, a Alemanya es van vendre la meitat que als Estats Units, la qual cosa representa el 25% del total i la major part, el 48%, dintre d'Europa. Altres importadors europeus importants van ser Dinamarca (el 17% del total europeu i el 9% del total a l'estranger), Regne Unit (8% del total europeu i el 4% del total de les exportacions), Països Baixos (7% d'Europa i el 3% del món) i Àustria (7% d'Europa i el 3% del món); i en menor grau Bèlgica (3% d'Europa), França (3% d'Europa), Finlàndia (3% d'Europa) i Suècia (3% d'Europa); mentre que Noruega, Itàlia i Suïssa totalitzen menys de l'1% d'exportacions europees.

## Varietats
Tot mantenint la seva personalitat i característiques particulars, existeixen diferents varietats de formatges de Maó, que permeten d'adaptar-lo a diferents usos i receptes. A més, qualsevol d'aquestes varietats pot estar feta amb llet crua, amb un resultat més artesanal o bé amb llet pasteuritzada o amb algun altre tractament immunitari.

### Varietats segons el temps de maduració
Les varietats més conegudes i exportades fora de l'illa són el formatge adobat i el semiadobat, amb la crosta ataronjada característica, però la més apreciada pels gurmets és el formatge anyenc, de gust molt intens. A Menorca s'utilitza i s'aprecia molt també la varietat tendra.
En realitat, les diferents varietats estan fetes amb els mateixos ingredients i segons el mateix procés d'elaboració, i la cosa que els fa diferents és el temps de maduració, que pot anar d'un mes per al tendre a un any per l'anyenc.
Les quatre varietats són:
- Formatge tendre: Maduració de tres setmanes a dos mesos. Gust lletós, que pot recordar el de la quallada fresca, suau, lleugerament àcid i una mica salat en comparació amb altres formatges tendres. Es menja sol o en preparacions de rebosteria.[4]
- Formatge semiadobat o semimadurat: Maduració de dos a cinc mesos. El seu gust és una mica més fort i salat. Té bastants ulls petits repartits irregularment. El tall és fàcil. La crosta és llisa però untuosa, ja de color groc fort o carabassa. Aquesta varietat es fon molt bé, raó per la qual s'utilitza sovint per a gratinar o per a aromatitzar masses de coca o de bases de farina dolces o salades. Es tracta de la varietat més coneguda fora de l'illa.[4]
- Formatge adobat: Maduració de cinc a deu mesos de durada. El seu gust és intens i presenta un punt picant. La textura passa a ser ferma i dura, una mica més groguenca i seca que la del semiadobat. Té menys ulls que el semiadobat. La crosta, que pot arribar a ser vermellosa, també és més fosca que la del semiadobat. Entre el semiadobat i l'anyenc, dos grans clàssics, aquesta és la darrera de les quatre varietats reconeguda pel Consell Regulador de la DO.[4]
- Formatge anyenc: Maduració superior a deu mesos. El seu gust és complex i molt intens, de llarga presència al paladar. Gairebé no té ulls. Costa de tallar perquè es trenca fàcilment i es formen escates en direcció contrària al tall. Se sol menjar sol, en llesques o tiretes fines com a aperitiu, amb pa amb tomàquet o pa amb oli, com a postres amb raïm, o utilitzar per a donar prestigi a algunes preparacions simples, com amanides o tapes d'autor. La textura és ferma i gens elàstica, es trenca amb facilitat en tallar-lo.[4] Encara no té reconeixement DO.

### Denominacions d'origen segons la llet utilitzada
Es distingeixen dos tipus de formatge segons el tractament previ que ha sofert la llet emprada en l'elaboració del formatge protegit: 
- Formatge Maó-Menorca: elaborat amb llet sotmesa a algun procés i/o mètode de conservació a les formatgeries industrials autoritzades.
- Formatge Maó-Menorca artesà: elaborat amb llet crua a les formatgeries artesanes autoritzades.

## Valor nutricional
El formatge de Maó és ric en proteïnes i lípids i no conté hidrats de carboni. Les cendres són lògicament més pressents en el tipus artesà. Conté minerals com el calci i el fòsfor, però també sodi a causa de la presència de sal. Les taules següents detallen els seus components:
|                                  | Mahón-Menorca | Mahón-Menorca            | Mahón-Menorca artesà | Mahón-Menorca artesà |
| -------------------------------- | ------------- | ------------------------ | -------------------- | -------------------- |
| Int. Tolerància (p=0,05)         | Valor mig     | Int. Tolerància (p=0,05) | Valor mig            |                      |
| Proteïnes (g)                    | 37,1 - 42,7   | 39,9                     | 36,5 - 45,5          | 40,6                 |
| Lípids (g)                       | 45,2 - 54,8   | 50,0                     | 40,6 - 51,4          | 46,0                 |
| Cendres (g)                      | 6,2 - 10,00   | 8,1                      | 7,6 - 13,3           | 10,5                 |
| Referits a 100 g de matèria seca |               |                          |                      |                      |

|                                  | Mahón-Menorca | Mahón-Menorca            | Mahón-Menorca artesà | Mahón-Menorca artesà |
| -------------------------------- | ------------- | ------------------------ | -------------------- | -------------------- |
| Int. Tolerància (p=0,05)         | Valor mig     | Int. Tolerància (p=0,05) | Valor mig            |                      |
| Calci (mg)                       | 684 - 1300    | 992                      |                      |                      |
| Fòsfor (mg)                      | 565 - 891     | 728                      |                      |                      |
| Magnesi (mg)                     | 38 - 62       | 50                       |                      |                      |
| Cinc (ppm)                       | 26 - 62       | 44                       |                      |                      |
| Ferro (ppm)                      | 0 - 4         | 2,9                      |                      |                      |
| Sodi (mg)                        | 220 - 2972    | 1596                     | 1401 - 4203          | 2802                 |
| Potassi (mg)                     | 110 - 216     | 163                      | 162 - 370            | 266                  |
| Referits a 100 g de matèria seca |               |                          |                      |                      |

## Gastronomia
El formatge de Maó és àmpliament utilitzat a la cuina dels Països Catalans. És molt típic associar-lo amb sobrassada per a diferents preparacions, que solen rebre noms com "a la menorquina" o "a la mallorquina", per exemple en ous al forn, en entrepans calents o en farciments de pastes salades i pans. Aquests dos productes s'empren també en l'elaboració del pa de Sant Jordi, un pa de festes amb ratlles ataronjades i clares, que volen representar les quatre barres catalanes.
També s'utilitza molt gratinat, en torrades calentes, en plats de pasta al forn i en receptes on en altres països s'utilitza el parmesà, el pecorino, el cantal, el manxego, etc. Combina molt bé amb les verdures, en particular amb les hortalisses, i també amb carns. Com que és originari d'una illa, tampoc és difícil trobar receptes tradicionals i modernes que l'associen amb peix, com per exemple a les mandonguilles de cap-roig. També s'utilitza com a condiment en farciments de canelons o de verdures o per enriquir arrebossats.
Es menja amb fruits secs o fruita fresca com a postres o com berenar, especialment amb dàtils o raïm. El jaleo són unes postres tradicionals i populars consistents a llesques de formatge de Maó semiadobat cobertes de melmelada o de figat.
També es menja sol, en amanides, amb pa, en entrepans, amb pa amb oli i amb pa amb tomàquet entre altres preparacions senzilles però molt presents.
Se sol acompanyar amb vi negre, jove amb formatges de Maó joves, o més vells quan el formatge també ho és, o bé amb blancs molt frescos i amb gran vitalitat, que suavitzin les notes punxants del formatge, fins i tot, un bon cava brut, ben fred, no gaire sec.